# Colonia Juárez (Ciudad de México)
La Juárez es una colonia de la Ciudad de México, ubicada al poniente de la alcaldía Cuauhtémoc. Lleva el nombre del antiguo presidente de México, Benito Juárez.
Se caracteriza por su rico patrimonio cultural y una arquitectura diversa, que abarca desde edificios de estilo colonial español hasta el art déco. Entre sus atracciones se incluyen museos, galerías de arte, restaurantes, hoteles, oficinas y teatros. Además, la zona cuenta con espacios públicos turísticos y monumentos, como el Ángel de la Independencia, el Reloj chino y la Glorieta de los Insurgentes.
La colonia Juárez, junto con otras colonias como Santa María la Ribera, La Condesa, La Roma y San Rafael, fue desarrollada como una zona residencial de clase adinerada durante el periodo previo a la Revolución mexicana conocido como el Porfiriato. Si bien después de la segunda mitad del siglo XX la colonia Juárez sufrió una época de abandono, empobrecimiento y deterioro, actualmente está pasando por un periodo de restauración, construcción y renovación cultural.
El barrio se distingue por ser amigable para peatones y estar bien conectado con el resto de la ciudad a través del transporte público, como el Metro y Metrobús, especialmente en su turística sección entre avenida de los Insurgentes y paseo de la Reforma, conocida como la Zona Rosa.
Sus límites son: al norte el paseo de la Reforma, al oriente el Eje 1 Poniente Bucareli, al sur avenida Chapultepec, formando un trígono de proporción más largo que ancho; cabe señalar que la avenida de los Insurgentes la atraviesa a la mitad. Tiene colindancia con las colonias Tabacalera y Cuauhtémoc al norte, Centro al oriente, Doctores y Roma al sur y el bosque de Chapultepec al poniente. Su código postal es 06600.
La nomenclatura de las calles de la colonia es atribuida al diplomático Ricardo García Granados, quien durante la construcción de la zona sugirió utilizar nombres de ciudades europeas y lugares relacionados con su carrera diplomática y la vida de sus hijos, dada la arquitectura de influencia francesa y europea en la colonia.

## Historia
Durante el Segundo Imperio, el Paseo de la Emperatriz, actualmente Paseo de la Reforma, se destacó como uno los principales ejes al poniente de la capital, atravesando los terrenos de la Hacienda de la Teja, propiedad de la familia Espinoza. La Colonia Juárez, construida en gran parte de estos terrenos, comenzó a tomar forma cuando Rafael Martínez de la Torre solicitó el 11 de mayo de 1875 permiso al ayuntamiento para llevar a cabo el desarrollo urbanístico de una sección de dicha propiedad. El proyecto inicial, que pensó llamar Colonia De la Teja, abarcaría lo que hoy se conoce como las colonias Cuauhtémoc y Juárez. Sin embargo, el fallecimiento temprano de Martínez de la Torre detuvo el avance del proyecto.
El impulso para desarrollar la colonia De la Teja se retrasó hasta 1882, cuando los nuevos propietarios de la hacienda, Salvador Malo y su esposa decidieron continuar con el plan. Sin embargo, enfrentaron retos significativos, incluyendo dificultades financieras y un litigio de 16 años con una empresa estadounidense que casi les hace perder su propiedad y sus aspiraciones.
Debido a que la Hacienda de la Teja pasó a ser propiedad de varios accionistas, la urbanización de la zona se realizó de manera gradual. La colonia Bucareli o Limantour fue la primera en ser creada el 31 de octubre de 1890.Estos terrenos fueron divididos en parcelas por orden de José Yves Limantour, quien fungió como ministro de Hacienda durante el gobierno de Porfirio Díaz. En 1898 se procedió con la construcción de la colonia Del Paseo o La Teja. Sin embargo, aunque la colonia fue inaugurada formalmente en 1898 al ser aprobada por el Ayuntamiento de la Ciudad de México, para este momento la colonia solo contaba con la traza de sus calles y la lotificación de los terrenos y con solo algunos de estos construidos. Tras cambiar de dueños en varias ocasiones, la hacienda fue adquirida por la compañía fraccionadora The Mexico City Improvement Company, llamada luego The Chapultepec Land Improvemente Company, el 15 de marzo de 1904. En ese momento se iniciaron los trabajos que llevarían a su urbanización definitiva. Los empresarios estadounidenses que realizaron la obra la llamaron Colonia Americana. En 1901, después del éxito que experimentó la colonia Del Paseo, se decidió expandirla hacia el poniente, dando lugar a la colonia Nueva del Paseo.
El 21 de marzo de 1906, a solicitud del presidente Porfirio Díaz, el gobernador de la Ciudad de México, Don Guillermo de Landa y Escandón, tuvo la tarea de unificar bajo el nombre «Juárez» cuatro colonias: Bucareli, Del Paseo, Nueva del Paseo y una fracción de la Colonia de los Arquitectos (límite noreste de la actual colonia Juárez). Este acto fue para conmemorar el centésimo aniversario del nacimiento del expresidente Benito Juárez.
Por lo tanto, los límites de la antigua colonia Juárez se definían de la siguiente manera: al norte limitaba con el Paseo de la Reforma, al este con el antiguo Paseo de Bucareli (ahora Avenida Bucareli), al sur con el antiguo Acueducto de Chapultepec (hoy en día Avenida Chapultepec), y al oeste con el bosque de Chapultepec.
Al ser originalmente destinada para las familias de clase alta de la Ciudad de México, la lotificación fue creada de tal manera que las casas tuvieran el tamaño de todo el lote, pudiéndose construir enormes mansiones de estilo francés. La colonia se caracterizó por sus calles amplias, arboladas y silenciosas, en contraste con el bullicioso centro histórico de la época. Fue por esta misma razón que durante el auge urbanístico de esta colonia, se decidió dotarla de todos los servicios urbanos, incluidos camellones, electricidad y sistema de drenaje, financiado por la compañía fraccionadora de Chapultepec. Además, las casas en la Colonia Juárez incorporaron jardines y patios; una innovación que evocaba a ciudades como París o Viena en comparación con los edificios del centro de la ciudad.
El centro de este barrio era la rotonda llamada Plaza Dinamarca, ubicada en la intersección con la calle Londres. Más tarde se le cambió el nombre a Plaza Washington a raíz de la colocación de un monumento dedicado al primer presidente de los Estados Unidos en ese sitio. Aunque la estatua se trasladó al bosque de Chapultepec, la plaza mantuvo este nombre.

## Infraestructura
La colonia Juárez cuenta con un amplio y variado patrimonio histórico, sobre todo arquitectónico, además de que célebres personalidades e importantes recintos culturales tuvieron sede en este barrio. Arquitectos como Juan Segura, Gustavo Peñasco, Mario Pani y Luis Barragán construyeron edificios y casas en esta colonia, el artista Chucho Reyes vivió un tiempo en la calle de Milán, junto a la Galería de Arte Mexicano de Inés Amor.

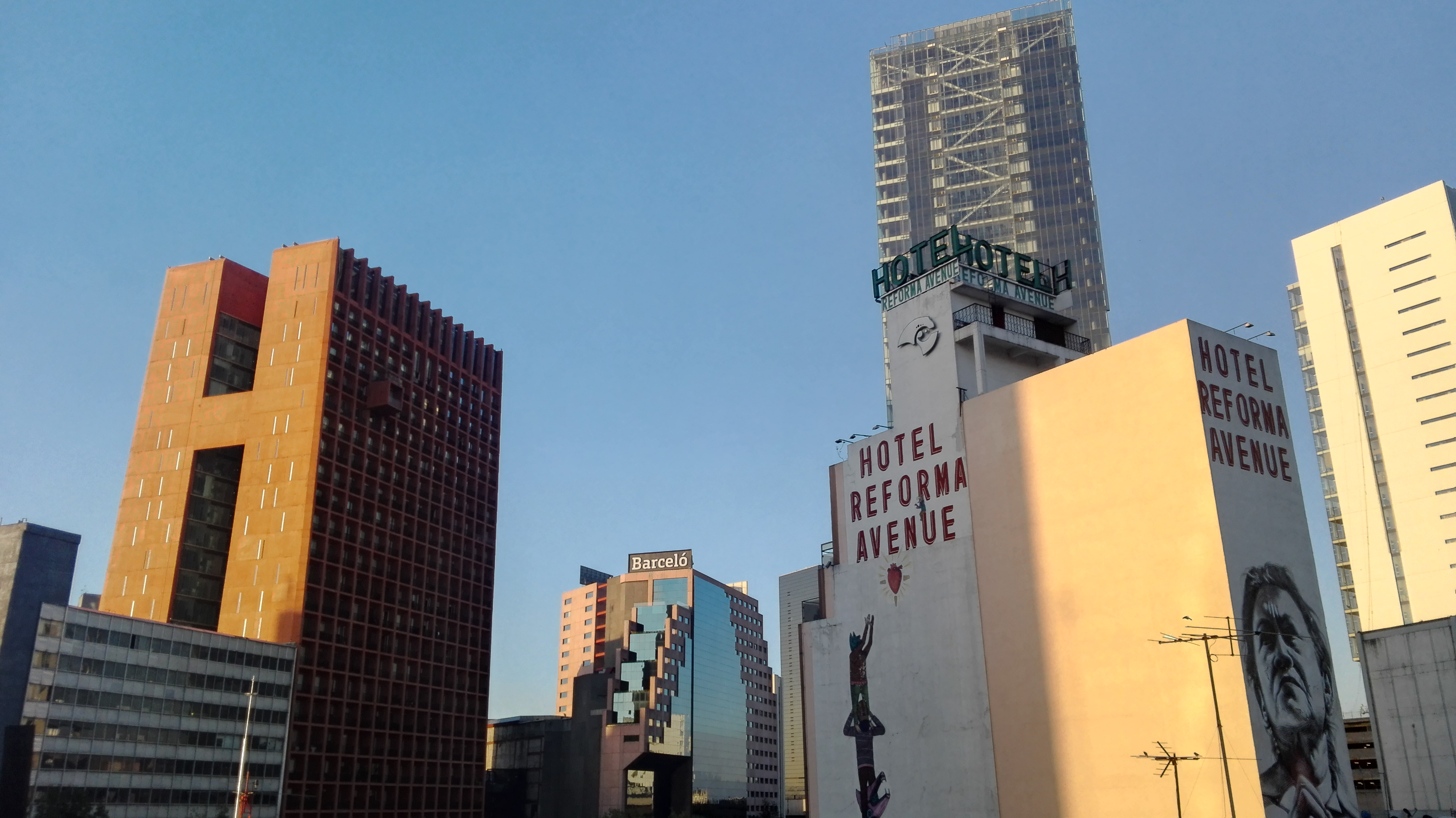
Colonia Juárez en sus límites con la Colonia Tabacalera y Centro

### Arquitectura
Existen diferentes tipos de arquitectura en la colonia, aunque la mayoría de los edificios históricos y arquitectónicamente relevantes fueron destruidos tras la Revolución. Actualmente, solo quedan 31 edificios con valor histórico y 120 con interés arquitectónico en la zona.
La arquitectura de la Colonia Juárez es principalmente ecléctica, es decir, combina varios estilos arquitectónicos como el renacentista, el neoclásico y el barroco. Aunque la colonia fue oficialmente nombrada en 1906, algunas de las casas en la zona datan de finales del siglo XIX.
La Colonia Juárez representa el apogeo de la arquitectura porfiriana, conservando gran parte de las características arquitectónicas residenciales de la época del Porfiriato. Entre los ejemplos que se pueden encontrar en la colonia se incluyen residencias señoriales, residencias mexicanas y construcciones tipo villa, que son las más ostentosas, con torreones y jardines a los lados. Además, están las construcciones tipo palacete, que son probablemente las más abundantes en la colonia. Estas presentan jardines parciales, techumbres planas y un aspecto de pequeño palacio.
Las residencias mexicanas son construcciones de un solo nivel, generalmente edificadas por antiguos hacendados que buscaban recordar sus lugares de origen. Por otro lado, las residencias señoriales son construcciones sin jardín, edificadas al ras de la calle, con gran simetría y rica ornamentación.
Un destacado edificio de estilo ecléctico que fue propiedad de la familia Diener se encuentra en la intersección de las calles Insurgentes, Hamburgo y Hiavre, ocupando una pequeña manzana. Esta construcción es el único ejemplo restante de una villa en el Porfiriato en la Colonia Juárez, aunque originalmente había muchas construcciones de este tipo en la zona. La villa se caracteriza por estar separada de la banqueta por un pequeño espacio y una reja con un diseño en forma de flor de lis, lo que indica una influencia del estilo francés. Este tipo de construcción proyecta la riqueza y el buen vivir de sus habitantes. La Casa Diener fue construida en 1906, pero se desconoce el nombre de los dueños originales. Además, cuenta con un pequeño jardín en la parte trasera.
El palacete es una construcción más sobria y discreta en comparación con la villa, mostrando un lujo más austero. Se caracteriza por estar rodeado de amplios espacios de jardín y patio. Aunque su estructura no permite ver mucho al interior, aún mantiene una extensa fachada visible. No es tan expresiva como la villa, pero tampoco revela completamente cómo vivían las personas que residían allí.
La casa señorial es una construcción hermética y cerrada, que refleja lujo pero sin dar acceso a lo que ocurre en su interior. Este tipo de edificación sugiere un lujo sellado y resguardado.

### Inmuebles más significativos
La colonia conforma, junto con la Cuauhtémoc, la sección de edificios más importantes del centro de paseo de la Reforma y económicamente una de las más importantes de México.

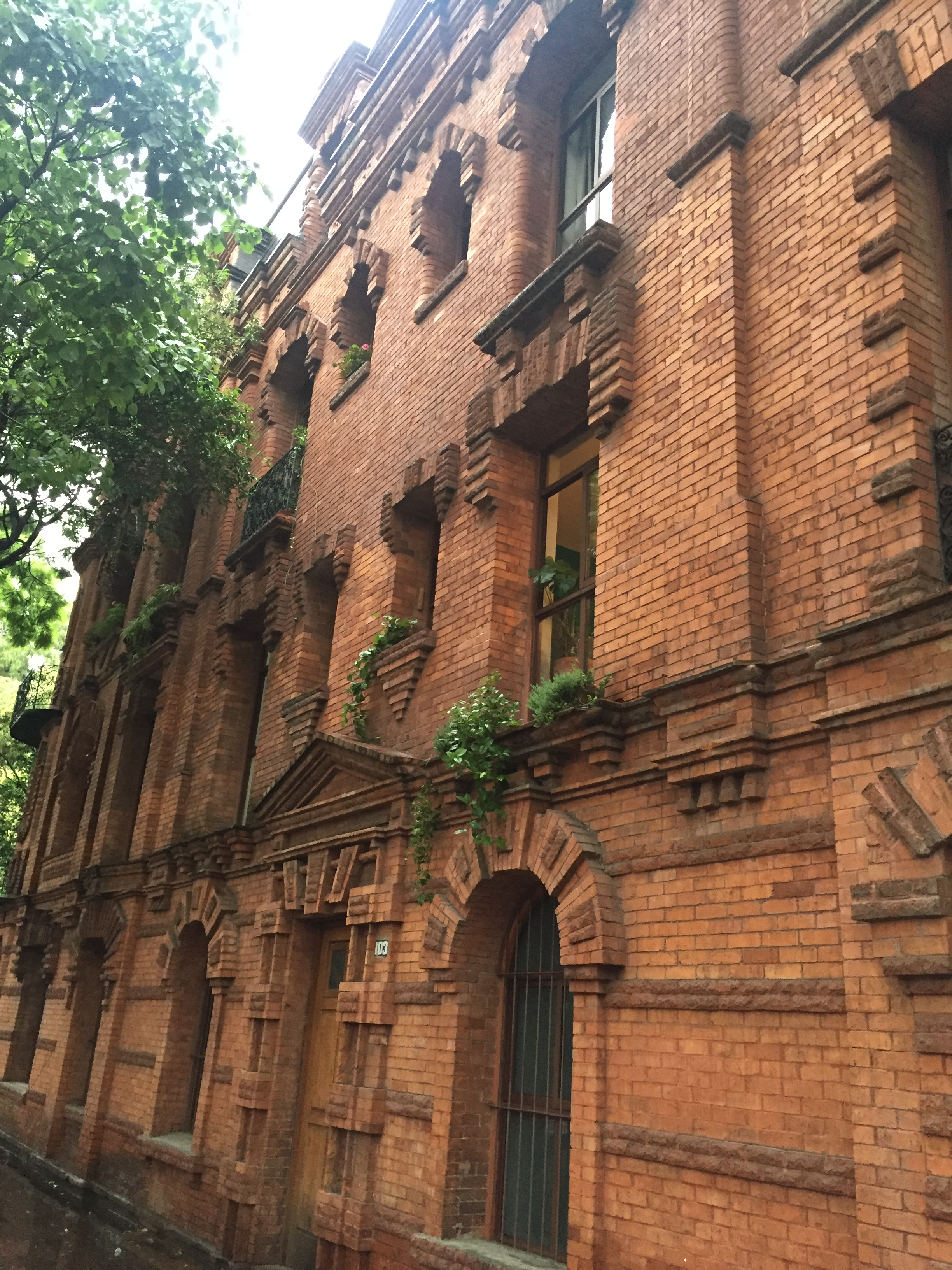
El característico edificio en la esquina de Berlín y Versalles, uno de los símbolos de la colonia Juárez.

#### Dependencias
- Secretaría de Gobernación
- Secretaría de Desarrollo Social
- Comisión Federal de Electricidad
- Dirección General de Programación Organización y Presupuesto
- Policía Federal
- Centro Nacional de Excelencia Tecnológica en Salud
- Secretaría de Salud, y su subsecretaría de Prevención y Promoción de la Salud.
- La representación del Estado de México
- Secretaría de Seguridad Pública
- Secretaría de Desarrollo Rural y Equidad para las Comunidades
- Monex Grupo Financiero

#### Hoteles
- Four Seasons Ciudad de México
- Fiesta Americana Reforma
- Misión Reforma
- Reforma Avenue
- Holiday Inn Express
- Marriott Reforma
- Hostel Inn Zona Rosa
- Posada Real de Juárez Boutique
- Hostal Casa Vieja
- Suites Plaza Florencia
- Hostel Victoria Zona Rosa
- NH Ciudad de México
- Century
- Hostel Inn Zona Rosa
- Calinda Geneve
- Eurostars Zona Rosa
- Prim y Misión Express Zona Rosa

#### Comercio
En la Zona Rosa se encuentra el mayor número de negocios de consumo para el público LGBT, así como el barrio coreano de la ciudad. En ella se desarrolla gran parte de la vida nocturna de la delegación Cuauhtémoc, junto con las colonias Roma y Condesa, ya que gracias a su ubicación estratégica dentro del corazón de la Ciudad de México facilita el encuentro de público joven y oficinista que diariamente estudia, transita o labora en la zona. Aquí se localizan también los centros comerciales: Plaza la Rosa y el complejo económico Reforma 222.

#### Cultura
La colonia Juárez también es sede de múltiples galerías de arte y diseño. Destaca el Club Fotográfico de México, institución difusora de la Fotografía en México, fundada en 1949 en la esquina de Londres y Avenida Insurgentes, que actualmente continua su existencia en esta demarcación.

#### Edificios relevantes
En la colonia Juárez todavía se encuentran casas que son patrimonio cultural, aunque otras han sido destruidas como el caso de la mansión que se encontraba en la calle de Roma esquina con Lisboa, que a pesar de que los vecinos lucharon porque no la destruyeran, lo hicieron para poner un estacionamiento.
En la calle Londres se encuentra una casa que actualmente es el centro de turismo de la zona, diseñada por Antonio Rivas Mercado. Esta residencia ha sido locación de películas como Doña Macabra y Coronación, y en 1979 se convirtió en el Museo de Cera. Este edificio, que destaca por su arquitectura de estilo art nouveau, fue restaurado específicamente para albergar el museo.
En la intersección de las calles Londres y Roma se ubica el Templo del Sagrado Corazón de Jesús. Frente a él, se encuentra la Plaza Giordano Bruno, dedicada al pensador italiano quemado en la hoguera en 1600. La plaza marca el inicio de la calle Bruselas, que ahora es un corredor peatonal con espacios deportivos y lugares para comer.
Muy cerca de la plaza se encuentra el Museo del Chocolate (MUCHO). Este recinto es una entidad privada que fue inaugurada en marzo de 2012 y que busca dedicar un espacio a la tradición e historia del chocolate. Ocupa una casa de 1909 en la calle de Milán que fue restaurada para albergar el museo.
En Berlín y Liverpool se encontraba la casa del presidente Francisco I. Madero, que fue destruida en febrero de 1913 durante los combates de la Decena Trágica. Actualmente, hay una placa en el lugar que lo recuerda.
A unos pasos, otro punto emblemático es la privada de Dinamarca 50, que fue locación de la película Una familia de tantas. Sin embargo, los edificios originales han sido reemplazados por construcciones más recientes.
El número 44 de la calle Marsella alberga una de las viviendas más interesantes de la colonia, restaurada para ser la Rectoría de la Escuela Bancaria y Comercial. El diseño es obra del arquitecto Francisco Martínez Gallardo y fue inaugurada en 1903. Actualmente, también alberga un pequeño museo con exposiciones dedicadas a la enseñanza de la contabilidad en México.
Otro ejemplo de la arquitectura bien conservada de la colonia es el edificio en la esquina de las calles Berlín y Versalles, con su fachada de ladrillo y un curioso remate en la esquina, que data de 1908; muchas veces confundido con el Edificio Río de Janeiro en la vecina colonia Roma. Ambas construcciones son obra del inglés Regis Pigeon, aunque en esta última se incluyó un edificio anexo que ya no existe. El edificio sufrió graves daños en el terremoto de 1985. Fue renovado en 2005, perdiendo gran parte de su fachada en el lado de Berlín, pero conservándose la característica esquina y adosado a una construcción contemporárena. Este es un ejemplo de la arquitectura ecléctica con influencias inglesas de principios del siglo XX en México. Hoy este edificio es uno de los símbolos de la colonia.
En la calle de Génova se encuentra la Parroquia Votiva, diseñada por el arquitecto Vicente Mendiola en 1931.
El Hotel Geneve, uno de los hoteles más antiguos de la Ciudad de México, abrió en 1907 en una sección de la Juárez que estaba casi despoblada. El edificio se amplió hacia el norte con una nueva entrada por Londres. En su interior, se puede encontrar una colección de anécdotas y objetos históricos, incluyendo la grabación de un mensaje del presidente Porfirio Díaz dirigido a Tomás Alva Edison.
En la calle de Praga se encuentra el Templo del Santo niño de la Paz, un ejemplo de arquitectura neogótica con decoración de figuras de la Iglesia, pináculos y traserías rematados por un chapitel metálico. Aquí se filmó la secuencia final de la cinta El gran Calavera de Luis Buñuel. El interior es de diseño simple y cuenta con algunas referencias a la ciudad europea de Praga.
El Conjunto Habitacional Mascota fue una iniciativa de Ernesto Pugibet, propietario de la fábrica de cigarros El Buen Tono, para proporcionar vivienda a sus empleados. El diseño estuvo a cargo del ingeniero Miguel Ángel de Quevedo y se inspiró en los complejos habitacionales de París, con departamentos agrupados en torno a calles estrechas o pasajes. Este conjunto se extiende a lo largo de tres pasajes entre las calles Abraham Gonzales y Bucareli, situándose en el límite de uno de los barrios más influenciados por la cultura francesa que se construían en ese momento en la ciudad.

## Transporte público
Las rutas de transporte público que conectan a la colonia son: 
- Metro en las estaciones Chapultepec, Sevilla, Insurgentes y Cuauhtémoc (línea 1)
- Metrobús
  - Línea 1, estaciones Reforma, Hamburgo e Insurgentes
  - Línea 4 rutas norte y sur, estaciones Glorieta Colón y Expo Reforma
  - Línea 7 estaciones Chapultepec, La Diana, El Ángel, La Palma, Hamburgo, Reforma, París, Glorieta Colón y El Caballito.